# Los Arrayanes (Uruguay)
Pour les articles homonymes, voir Los Arrayanes.
Los Arrayanes est une ville et une station balnéaire de l'Uruguay située dans le département de Río Negro. En 2004, sa population est de 221 habitants.

## Population
État de la population, :
| Année | Population |
| ----- | ---------- |
| 1963  | 54         |
| 1975  | 98         |
| 1985  | 132        |
| 1996  | 171        |
| 2004  | 221        |